# Steginoporella truncata
Steginoporella truncata är en mossdjursart som beskrevs av Harmer 1900. Steginoporella truncata ingår i släktet Steginoporella och familjen Steginoporellidae. Inga underarter finns listade i Catalogue of Life.